# Ljapin
Der Ljapin (russisch Ляпин; mansisch Сыгва/Sygwa) ist ein 151 km langer linker Nebenfluss der Nördlichen Soswa (Sewernaja Soswa) in Westsibirien (Russland).
Gemeinsam mit seinem längeren Quellfluss Chulga beträgt die Flusslänge 404 km.

## Verlauf
Der Ljapin entsteht in nur 17 m Höhe am östlichen Fuß des Subpolaren Urals knapp zwei Kilometer oberhalb des Dorfes Saranpaul aus den Quellflüssen Chulga (Хульга) von links und Schtschekurja (Щекурья) von rechts. Die beiden Quellflüsse haben ihren Ursprung in den höheren Lagen am Hauptkamm des Subpolaren Urals. Insbesondere die weitaus längere und wasserreichere Chulga, die bis zum Zusammenfluss auf gut 200 Kilometern parallel zum Ural-Hauptkamm in südwestlicher Richtung fließt, nimmt eine große Zahl rechter Zuflüsse auf, die einen bedeutenden Teil der Westflanke des Subpolaren Urals entwässern.
Der Ljapin fließt auf seiner gesamten Länge, immer auf dem Territorium des Autonomen Kreises der Chanten und Mansen/Jugra, mit geringem Gefälle und in weiten Bögen mäandrierend am Westrand des Westsibirischen Tieflandes in südöstlicher Richtung, bis er als deren größter Nebenfluss in die Nördliche Soswa mündet.
Der Fluss ist auf seiner gesamten Länge bis zu 300 m breit und über 3 m tief; die Fließgeschwindigkeit beträgt 0,5 m/s. Einziger bedeutender Nebenfluss ist der beim Dorf Lombowosch von links mündende Bolschoi Kempasch (Большой Кемпаж).

## Hydrographie
Das Einzugsgebiet umfasst 27.300 km². In Mündungsnähe beträgt die mittlere Abflussmenge (MQ) 345 m³/s; bei Lombowosch, 67 Kilometer oberhalb, noch 301 m³/s bei einem Minimum von 23,2 m³/s im März und einem Maximum von 1010 m³/s im Juni.
Der Ljapin gefriert zwischen Oktober und der zweiten Maihälfte, worauf ein bis September andauerndes Hochwasser folgt.

## Infrastruktur
Der Ljapin ist auf seiner gesamten Länge schiffbar; als Binnenwasserstraße gilt er ab Saranpaul knapp unterhalb seines Ursprungs auf 149 km (nach anderen Angaben 163 km).
Insgesamt ist das von der Nördlichen Soswa durchflossene Gebiet nur dünn besiedelt; unmittelbar am Flussufer liegen die Dörfer Saranpaul, Churumpaul und Lombowosch. Jegliche Infrastruktur in Form fester Straßen fehlt; der Verkehr wird im Sommer von der Binnenschifffahrt und im Winter über Eisstraßen bewältigt.
Die Quellflüsse des Ljapin sowie deren Zuflüsse sind über das Dorf Saranpaul östliche Zugangswege in den höchsten Teil des Subpolaren Ural, und damit des Ural überhaupt – in den Unterläufen per Boot, an den Oberläufen auf Pfaden entlang der Flüsse. Unweit der Quelle der Naroda, die über die Manja (Манья) der Chulga zufließt, liegt der ursprünglich nach dem Fluss benannte höchste Gipfel des Ural, die Narodnaja (1895 m).